# اوناندی لاو
اوناندی لاو (انگلیسی: Onandi Lowe؛ زادهٔ ۲ دسامبر ۱۹۷۴) یک بازیکن فوتبال اهل جامائیکا است.
وی همچنین در تیم ملی فوتبال جامائیکا بازی کرده‌است.